# Scadoxus pseudocaulus
Scadoxus pseudocaulus là một loài thực vật có hoa trong họ Amaryllidaceae. Loài này được (I.Bj¢rnstad & Friis) Friis & Nordal miêu tả khoa học đầu tiên năm 1976.